# Die Liebe der Marjorie Morningstar
Die Liebe der Marjorie Morningstar ist ein US-amerikanisches Filmdrama von Irving Rapper mit Gene Kelly und Natalie Wood in der Titelrolle. Die Geschichte basiert auf dem gleichnamigen Roman (1955) von Herman Wouk.

## Handlung
Die blutjunge Marjorie Morgenstern entstammt einer weit verzweigten, jüdischen Familie der New Yorker Mittelklasse. Sie ist die Freundin des wohlhabenden Sandy Lamm, ist sich aber seit geraumer Zeit ihrer Liebe zu ihm nicht mehr so sicher. Als ihre Mutter Rose erfährt, dass Sandy ihr einen Antrag gemacht hat, ist diese begeistert. Marjorie, die Schauspiel am Hunter College studiert, verspricht ihrer Mutter, über die Heirat mit Sandy nachzudenken, wenn sie dieses Jahr mit ihrer ebenfalls jüdischen Freundin Marsha Zelenko ein Mädchen-Sommercamp in den Catskill Mountains besucht. Dort befindet sich am gegenüberliegenden Seeufer ein weiteres Ferienlager, genannt South Wind, das auf manche der Mädchen eine magische Anziehungskraft besitzt, denn dort gibt es auch junge, erwachsene, jüdische Männer. Eines Nachts schleichen sich Marsha und die eher widerstrebende Marjorie in eben jenes Erholungsresort. Dort steigt Marsha sofort einem schmucken Musiker nach, während Marjorie auf Noel Airman stößt, den Leiter und Koordinator der sozialen Aktivitäten vor Ort. Während der Besitzer der Anlage, Mr. Greech, sie sofort hinauswerfen will, sichert Noel, der wie Marjorie schauspielerische Ambitionen hegt, dem Leiter zu, sich für sie zu verbürgen. Er will Marjorie im Rahmen der von ihm auf die Beine gestellten Freizeitaktivitäten als Schauspielerin in den Laienaufführungen einsetzen, an denen auch Noel mitwirkt. Geschrieben werden die dort gezeigten Stücke von Wally Wronken, der sich sofort in Marjorie verknallt.
Marjorie hat jedoch nur Augen für den deutlich älteren, ein wenig sarkastischen Noel Airman, der ursprünglich einmal Ehrman hieß und gleichfalls jüdische Wurzeln besitzt. Beide beginnen eine Beziehung, sehr zum Verdruss von Marjories Eltern, zumal Airman/Ehrman wie schon bei sich selbst ihren Nachnamen anglisiert, um die jüdische Herkunft nicht allzu offensichtlich erscheinen zu lassen. Aus Marjorie Morgenstern wird Marjorie Morningstar, und Marjorie gefällt diese Umbenennung sehr. Ihre Eltern sind derart beunruhigt über die ungewollte Entwicklung der Vorgänge im Sommerlager, dass sie den kauzigen Onkel Samson losschicken, auf dass dieser Marjorie im Auge behalte. Samson nimmt, um in ihrer Nähe zu bleiben, einen Job in der Küche an. Prompt gerät er in Alarmbereitschaft, als Noel eines Abends Marjorie zu einem privaten Dinner zu sich einlädt. Als er von Samsons Sorgen bezüglich Marjories moralischer Unversehrtheit erfährt, rührt dies Noel sehr, und er will das junge Mädchen aus dem eigenen Anstand heraus wieder zurück in ihr eigenes Camp bringen, scheitert aber mit dieser löblichen Absicht. Schließlich kommt es zu einem familiären Unglück, als Samson, der sich als Clown in das Unterhaltungsprogramm der Männer einbringt, bei seinem Auftritt einen Herzinfarkt erleidet und daran stirbt.
Marjorie kehrt ans Hunter College zurück. Rasch scheint Noel Airman vergessen, und sie beginnt eine Beziehung mit Dr. David Harris, dem sie aber ebenso rasch den Laufpass gibt, als sich Noel erneut bei Marjorie meldet. Seine Liebe zu dem jungen Mädchen erscheint aufrichtig, denn Noel sagt ihr, dass er nun einen ernstzunehmenden Job in einer Werbeagentur gefunden hat und sie heiraten möchte. Er beginnt nun all diejenigen Werte, über die er sich scheints gern lustig gemacht hatte und die der jüdischen Familie Morgenstern so wichtig sind, mit mehr Achtung zu begegnen, nachdem er bei Marjories Familie zum Passahfest eingeladen wurde. Auch Nachwuchsautor Wally hat Marjorie nie völlig aus den Augen verloren. Er macht Karriere als Stückeschreiber für den Broadway und weckt damit Marjories Interesse. Noel wird daraufhin eifersüchtig und zieht sich aus Marjories Welt sukzessive zurück. Die wiederum versteht sein Verhalten nicht und spürt Noel nach. Er hat sich mit einer Blondine namens Imogene Noran eingelassen, seinen Job hingeworfen und zu trinken begonnen. Wieder verlässt Marjorie Noel, wird jedoch dafür von ihrer besten Freundin gerüffelt. Wie kannst du eine derart große Liebe aufgeben, fragt Marsha, den Tränen nah. Marjorie beginnt ihre Entscheidung zu überdenken.
Während Marshas aus finanzieller Berechnung heraus eingegangenen Hochzeit mit einem wohlhabenden, alten Mann kommt es zur erneuten Wiederbegegnung Marjories mit Noel. Er sagt ihr, dass sein Musical, an dem er viele Jahre lang gearbeitet hatte, nun endlich kurz vor der Fertigstellung stehe. Noel bittet Marjorie inständig, zu ihm zurückzukehren. Diesmal entscheidet sie sich ohne Wenn und Aber für Noel und kann sogar Marsha überreden, ihren neuen Gatten die Aufführung des Stücks, „Princess Jones“, finanzieren zu lassen. Das Stück fällt krachend durch, und erneut verschwindet Noel daraufhin aus Marjories Blickfeld. Er bittet Marjorie schriftlich, nicht nach ihm zu suchen, doch sie hält sich nicht daran und geht nach Europa, um ihn dort aufzuspüren. Eines Tages erhält Marjorie von Wally die Information, dass Noel ins South Wind-Camp zurückgekehrt sei und dort sein Glück gefunden habe. Marjorie ignoriert Wallys Warnung, es dabei zu belassen, und reist augenblicklich nach South Wind. Als sie durchs Fenster sieht, wie zufrieden Noel sein Lied „A Very Precious Love“ (Eine sehr kostbare Liebe) vor begeisterten jungen Bewunderinnen vorträgt, erkennt Marjorie, dass Noel offensichtlich hier seine „innere Mitte“ gefunden hat und lässt es dabei bewenden. Sie kehrt zu dem Bus zurück, mit dem sie hierher gefahren ist. Dort wartet bereits Wally auf sie …

## Produktionsnotizen
Die Dreharbeiten zu Die Liebe der Marjorie Morningstar fanden zwischen Mitte August und Anfang November 1957 statt. Die Welturaufführung erfolgte am 24. April 1958, die deutsche Premiere fand am 24. Oktober 1958 statt, im deutschen Fernsehen lief der Streifen erstmals am 25. September 1969 in der ARD.
Die Filmbauten entwarf Malcolm C. Bert, die Ausstattung Ralph S. Hurst. Howard Shoup gestaltete die Kostüme.

## Preise/Nominierungen (Auswahl)
- Sammy Fain (Lied) und Paul Francis Webster (Text) erhielten 1959 eine Oscar-Nominierung für das Beste Filmlied “A Very Precious Love”. Fain und Webster gewannen für ihre Arbeit den Laurel Award.
- Carolyn Jones gewann 1958 den Golden Globe Award als Beste Nachwuchsdarstellerin und den Golden Laurel.
- Weitere Laurel Awards gingen an den Komponisten Max Steiner und an seinen musikalischen Leiter Ray Heindorf.

## Synchronisation
| Rolle                | Darsteller     | Synchronsprecher |
| -------------------- | -------------- | ---------------- |
| Noel Airman          | Gene Kelly     | Peter Pasetti    |
| Marjorie Morningstar | Natalie Wood   | Margot Leonard   |
| Rose Morgenstern     | Claire Trevor  | Tilly Lauenstein |
| Arnold Morgenstern   | Everett Sloane | Klaus W. Krause  |

## Kritiken
A. H. Weiler schrieb in der New York Times: „Natalie Wood, die erst gestern mit Puppen in Filmen spielte, ist zu einer lebhaften, hübschen Brünette aufgeblüht, die sehr wahrscheinlich so nah an einer Personifizierung von Marjorie ist, wie man es sich wünschen könnte. Aber der Charakter ist kaum komplex, und während Miss Wood in der Rolle kompetent ist, ist es selten eine glühende Performance. (…) Obwohl Mr. Kelly sich in seiner Aufgabe ein wenig unbequem zu fühlen scheint, spielt er sie mit Verständnis. Und als professioneller Song-and-Dance-Man … trällert er „A Very Precious Love“, die Titelnummer des Films. Carolyn Jones, als Miss Woods beste Freundin, gestaltet ihren Auftritt forsch, der nur durch eine wirklich ergreifende Szene geprägt ist, der ihre essenzielle Einsamkeit offenlegt.“
Der Movie & Video Guide nannte Natalie Woods Leistung als „lediglich ausreichend“ an.
Halliwell’s Film Guide sah den Streifen als einen „schwerfälligen Frauenfilm“ an, indem sich „sämtliche Talente irgendwie unwohl mit ihren Aufgaben“ fühlen.
Das Lexikon des Internationalen Films befand: „Routiniert inszenierte Unterhaltung, die allerdings weder den spezifisch jüdischen Hintergrund noch das Theatermilieu überzeugend wiedergibt.“